# Юшманов, Евгений Иванович
Евгений Иванович Юшманов (28 сентября 1938, Архангельск — 22 февраля 2019, там же) — советский хоккеист с мячом.

## Карьера
Воспитанник архангельского хоккея с мячом. С 1956 года выступал в составе «Водника». Лучшим результатом команды за годы его карьеры было 4-е место в 1965 году.
Завершил активную игровую карьеру в 1973 году.

## Достижения
- В 1967, 1968 и 1969 году включался в символическую сборную сезона
- Победитель турнира первой лиги: 1961